# Leptogenys venatrix
Leptogenys venatrix é uma espécie de formiga do gênero Leptogenys, pertencente à subfamília Ponerinae.